# Kiss Me (film 2014)
Kiss Me è un film del 2014 diretto da Jeff Probst e scritto da Elizabeth Sarnoff.
È uscito il 5 luglio  2014.

## Trama
Un'adolescente a cui  è stata diagnosticata la scoliosi  si fa strada a traverso i suoi anni formativi.

## Critica
Kiss Me  e stato accolto dalla critica nel seguente modo su IMDb il pubblico la votato con 5.5 su 10